# Светска организација пантомимичара
Светска организација пантомимичара (енгл. World Mime Organisation (WMO)) је основана 4. јануара 2004. године у Београду (тада још увек Државна Заједница Србија и Црна Гора) као удружење грађана, односно невладина и непрофитна организација која за циљ има унапређење и промоцију пантомиме и невербалне комуникације. Седиште организације је у Београду.
Светска организација пантомимичара је у јулу 2017.године постала званичан глобални партнер Међународног позоришног интитута при УНЕСКО-у (International Theatre Institute).

## Идеја о оснивању
Идејни творци су познати српски глумац и пантомимичар Марко Стојановић и пантомимичар из Израела Офер Блум, као бивши студенти пантомиме у ”Међународној школи мимодраме града Париза Марсел Марсо”, познатијој под лајичким називом ”Школа пантомиме Марсела Марсоа”. Њих двојица су још 1998. године током гостовања Офера Блума у Савезној републици Југославији разговарали о потреби формирања међународне организације која би ујединила пантомимичаре међусобно и са њиховом публиком. Та организација треба да помогне пантомимичарима, школама, позориштима, формалним и неформалним трупама, фестивалима да пронађу ново тржиште, нову публику, али и да нађу своје место у новим медијима.
Идеја је остала само забелешка на папиру до 2004. године када је формирана Светска организација пантомимичара. Договорено је да се организација региструје у Београду, јер је било најједноставније завршити све административне послове, тако да су Београд и Србија постали светски центар за пантомиму, са Марком Стојановићем као председником.
Због промена државе и закона, те осавремењивања Статута, донесен је нови Статут 18. априла 2011. године. Пошто је организација међународног карактера, равноправно се користе називи на енглеском (World Mime Organisation) и француском језику (Organisation mondiale des mimes).

## Циљеви Светске организације пантомимичара
- Стварање Светске мреже пантомимичара (World Mime Network) и љубитеља пантомиме,
- Удруживање пантомимичара и других уметника - професионалаца, аматера, едукатора, љубитеља, публике,
- Удруживање институција које се баве пантомимом и другим уметностима и невербалном комуникацијом – трупа, школа, фестивала, позоришта, медија, продукцијских кућа и других правних лица и неформалних група,
- Проучавање, развој и унапређивање пантомиме,
- Проучавање, развој и унапређивање уметности, а посебно драмских и аудио-визуелних уметности,
- Проучавање, развој и унапређивање невербалне комуникације,
- Образовање особа свих узраста о пантомими и за бављење пантомимом, уметностима, а посебно драмским и аудио-визуелним и невербалном комуникацијом,
- Образовање особа оштећеног слуха о пантомими и за бављење пантомимом, уметностима, а посебно драмским и аудио-визуелним и невербалном комуникацијом,
- Формирање Светске базе података у наведеним областима,
- Промоција и реетаблирање пантомиме као “main strеаm” уметности,
- Дефинисање и заштита права пантомимичара,
- Заступа заједничке интересе чланова СОП пред међународним, државним и другим уметничким, културним и спортским органима и организацијама, учествује у припреми прописа од интереса за чланове СОП и даје мишљења на нацрте и предлоге тих прописа,
- Предузима одговарајуће активности ради унапређења и омасовљења пантомиме, уметности, а посебно драмских и аудио-визуелних и невербалне комуникације,
- Организује и пружа стручну помоћ својим члановима на унапређењу њиховог рада,
- Организује иновацију знања кадрова у пантомими, уметностима, а посебно драмским и аудио-визуелним и невербалној комуникацији,
- Утврђује правила понашања својих чланова у њиховим међусобним односима,
- Ради на развијању морала, уметничког и спортског духа код својих чланова,
- Организује рад са децом, младима и другим особама са инвалидитетом или ометеним у развоју, као и специјална такмичења, фестивала и додатне едукације за њих,[4][5]
- Подстиче рад својих чланова додељивањем награда и признања за изузетне резултате и доприносе развоју и унапређењу пантомиме у Србији и свету,
- Остварује међународну сарадњу, у складу са усвојеном међународном политиком СОП,
- Организује и обезбеђује функционисање јединственог информационог система за потребе пантомиме и пружа потребне информације својим члановима преко сопственог информационог система у земљи и иностранству,
- Планира и организује међународна такмичења, фестивале и додатне едукације и манифестације у земљи и у свету (нпр. Светски дан пантомиме).[6]

## НАГРАДЕ
Светска организација пантомимичара (скраћено: СОП) установила је следеће награде:
- ”Златне руке” је Специјална награда СОП за неизмеран допринос уметности пантомиме која је намењена појединцима и до сада је додељена два пута. Први пут је уручена 2015.године грузијском пантомимичару и зачетнику пантомиме у Грузији односно Савезу Совјетских Социјалистичких Република (СССР) Амирану Шаликашвилију[5], а други пут 2017.године шведском пантомимичару пољског порекла и професору Станисаву Брезовском[7].
- ”Специјална награда СОП за промоцију и развој уметности пантомиме” која је намењена институцијама и до сада додељена два пута. Први пут је додељена 2015.године Грузијском државном позоришту пантомиме из Тбилисија, а други пут Јереванском државном позоришту пантомиме из Јеревана, Јерменија.

## Светска конференција о пантомими
До сада су одржане две Светске конференције о пантомими и обема је Београд био домаћин.
Прва Светска конференција о пантомими је одржана од 21. до 23. марта 2018. године у присуству преко 70 учесника са 4 континента и специјалних гостију
Друга Светска конференција о пантомими је одржана 2019.године од 28. до 30. јуна са Баптистом Марсоом, сином Марсела Марсоа као специјалним гостом.